# 보광동 (서울)
보광동(普光洞)은 서울특별시 용산구에 있는 동이다. 행정동과 법정동의 이름이 같으며, 북쪽으로는 한남동과 이태원동을, 동쪽으로는 한남동과 접해 있다. 그리고 남동쪽으로는 한강, 남서쪽으로는 주성동을 각각 접하고 있다. 2001년 현재 면적은 0.71km2, 인구는 2만 841명이다.

## 유래
보광동이라는 이름은 신라 진흥왕 때 이곳에 절을 세운 보광국사(普光國師)의 이름으로부터 유래되었다.

## 역사
- 조선시대 초, 한성부 성저십리 지역에 속함
- 1751년, 한성부 남부 한강방에 속하게 됨
- 1914년, 경기도 고양군 한지면 보광리가 됨
- 1936년 4월 1일, 고양군 한지면에서 경성부로 편입, 보광정(町)으로 명칭 변경
- 1943년 4월, 구(區)제도 실시에 의해 용산구로 편입
- 1946년 10월 1일, 일제잔재 청산에 따라 보광동으로 명칭 변경

## 교통
- 도로

보광로가 동을 남북으로, 장문로가 동서로 가로지르고 있다. 보광로를 통해서 이태원로 및 서빙고로, 강변북로로 연결되며, 장문로를 이용하면 녹사평대로로 연결된다.
- 대중교통

보광로를 경유하는 버스를 이용해 서울특별시 각지로 이동할 수 있다. 동 남부를 경원선 철도가 통과하나 역은 설치되지 않았다. 인접한 역으로는 한남동의 한남역이나 이태원동의 이태원역이 있다.

## 문화재
지정 문화재는 아니나 보광동에는 웃당과 아랫당이라고 불리는 두 부군당이 있는데, 부군당이란 조선시대 한양의 각 관청에 설치하고 신을 모신 곳을 말한다. 우선 오산중고교 인근에 위치한 웃당의 경우 신라의 장군인 김유신(金庾信)을 모시고 있으며, 보광동 주민센터 인근에 위치한 아랫당의 경우 중국 촉한(蜀漢)의 승상(丞相)인 제갈량을 모시고 있다. 또한 웃당은 매년 음력 정월 초하루, 아랫당은 음력 3월 초하루와 10월 초하루에 제사를 지낸다.

## 주요 시설
- 관공서
  - 보광치안센터

- 공공시설
  - 보광동우체국

- 학교
  - 오산중학교
  - 오산고등학교
  - 한국폴리텍1대학(서울정수캠퍼스)

## 같이 보기
- 대한민국의 행정 구역